# Немка рыженогая
Немка рыженогая (лат. Smicromyrme rufipes) — вид ос-немок из семейства Mutillidae (Vespoidea). Включён в Красную книгу Москвы.

## Распространение
Палеарктика: Европа, Крым, Средиземноморье (Турция), Северная Африка, а также Сибирь (Алтай, Якутия), Казахстан.

## Описание
Мелкие жалящие перепончатокрылые насекомые. Длина самцов от 3 до 10 мм (самки — 3—7 мм). Самки бескрылые. Голова и брюшко чёрные, грудка и ноги рыжие (самцы могут быть полностью чёрные). Клипеус с 2 зубцами. Паразитоиды роющих одиночных ос Crabronidae и дорожных ос Pompilidae. Вид был впервые описан в 1787 году датским энтомологом Иоганном Христианом Фабрицием.

## Охрана
Вид включен в Красную книгу Москвы (редкий на территории Москвы, где обнаружен в долине Машкинского ручья в Куркине). Лимитирующими факторами выступает изменение мест обитания вида, где встречаются насекомые-хозяева (пчёлы и осы).